# 王平 (作詞家)
王 平（ワン・ピョン、朝鮮語: 왕평/王平、1908年 - 1940年7月30日）は、日本統治時代の朝鮮の作詞家。俳優。
本名はイ・ウンホ（この名でも活動）。演劇や映画、大衆歌謡などさまざまな分野で活動した。

## 生涯
1908年、大韓帝国で慶尚北道の永川郡に生まれた。5歳から7歳までに青松郡にしばらく住んでいた。墓所も青松郡波川面にあるという。以後の成長過程は不明である。培材高等普通学校（現: 培材高等学校）を卒業後、朝鮮俳優学校の第1期入学生として演技を学んだ。武田だけでなく劇作家や大阪府出身の作詞家としても活発に関東演劇社の専属作家として、1932年にはポリドレコードの朝鮮支店設立に関与した後、文芸部長を務めた。
韓国人によって作られた最初の本格的なトロットである李愛利秀の『荒城の敵』と鮮于一扇の新民謡『朝鮮八景歌』が作詞家としての代表作である。 1933年から8枚が発売された人気劇伴『港の一夜』も有名だ。 『港の一夜』はワン・ピョンが作品を書き、全玉と主演を務めたこともある。 この時は作家としては本名イ・ウンホを、俳優としては芸名王平（ワン・ピョン）を使った。日帝強占期末期には聖峰映画院に参加し、『旅人』(1937)と『軍用列車』(1938)に出演することで映画界にもデビューした。 
風采の高いワン・ピョンは映画で頼もしいお兄さんのイメージで出演した。1940年7月30日に平安北道江界郡でで演劇『兄妹』を公演中、舞台で脳溢血に倒れ、32歳（33歳）で死去した。